# Streptocephalus rubricaudatus
Streptocephalus rubricaudatus är en kräftdjursart som först beskrevs av Carl Benjamin Klunzinger 1867.  Streptocephalus rubricaudatus ingår i släktet Streptocephalus och familjen Streptocephalidae. Inga underarter finns listade i Catalogue of Life.